# Wysepka we Wrzeszczu

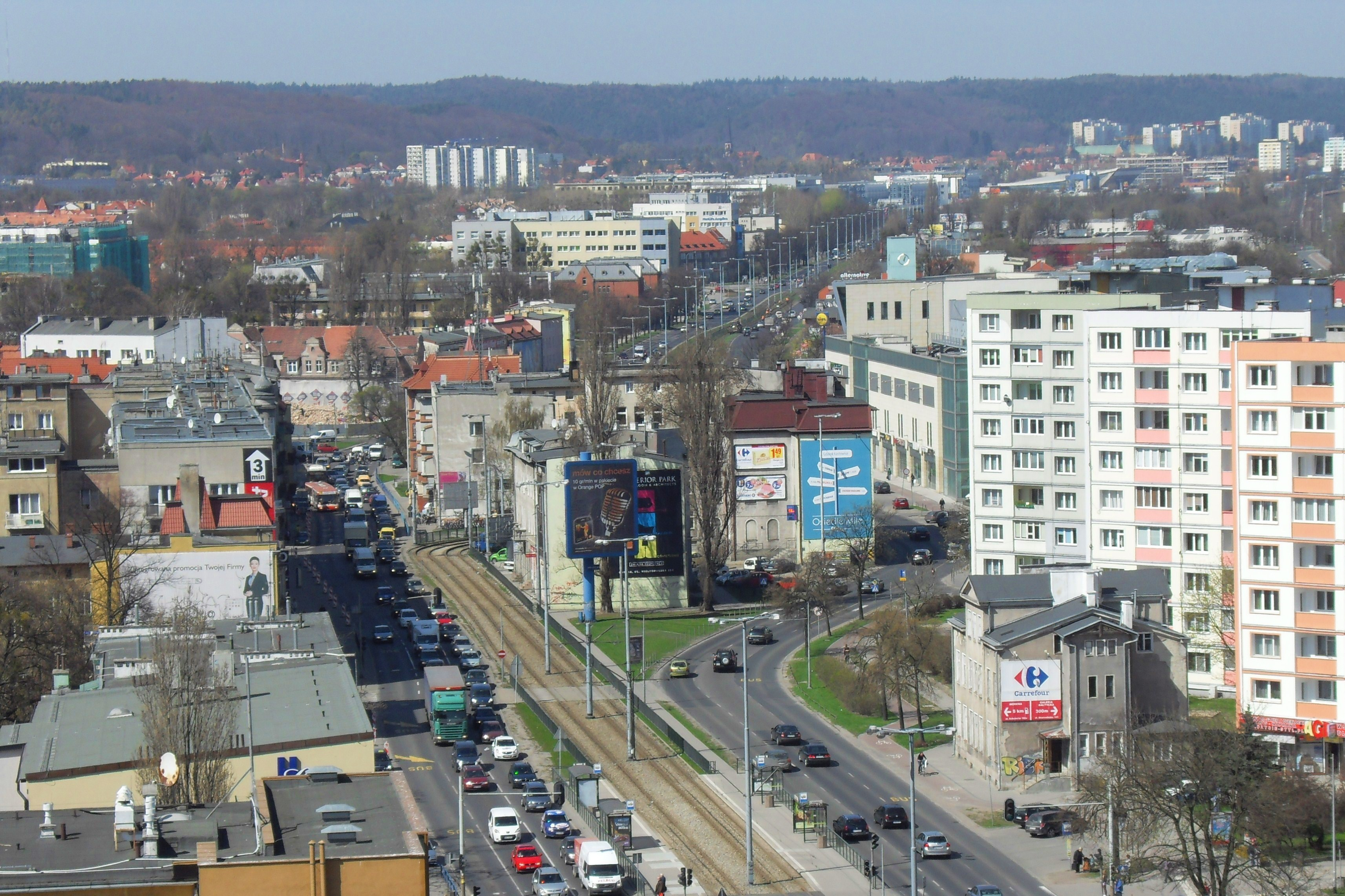
Gdańsk Wrzeszcz i al. Grunwaldzka, w środku Wysepka - widok w kierunku Sopotu

Wysepka we Wrzeszczu – nieformalna nazwa części gdańskiej dzielnicy Wrzeszcz, która znajduje się pomiędzy rozwidlonymi jezdniami alei Grunwaldzkiej.
Długość Wysepki wynosi ok. 300 m, szerokość do ok. 50 m. Przez Wysepkę przebiegają tory tramwajowe, w poprzek przepływa struga Strzyża. Zabudowana jest kilkoma domami. Znajduje się tam także mały skwer i duży przystanek tramwajowy. Na Wysepce mieszczą się Rada Dzielnicy Wrzeszcz Górny oraz Stowarzyszenie Kucharzy Polskich.

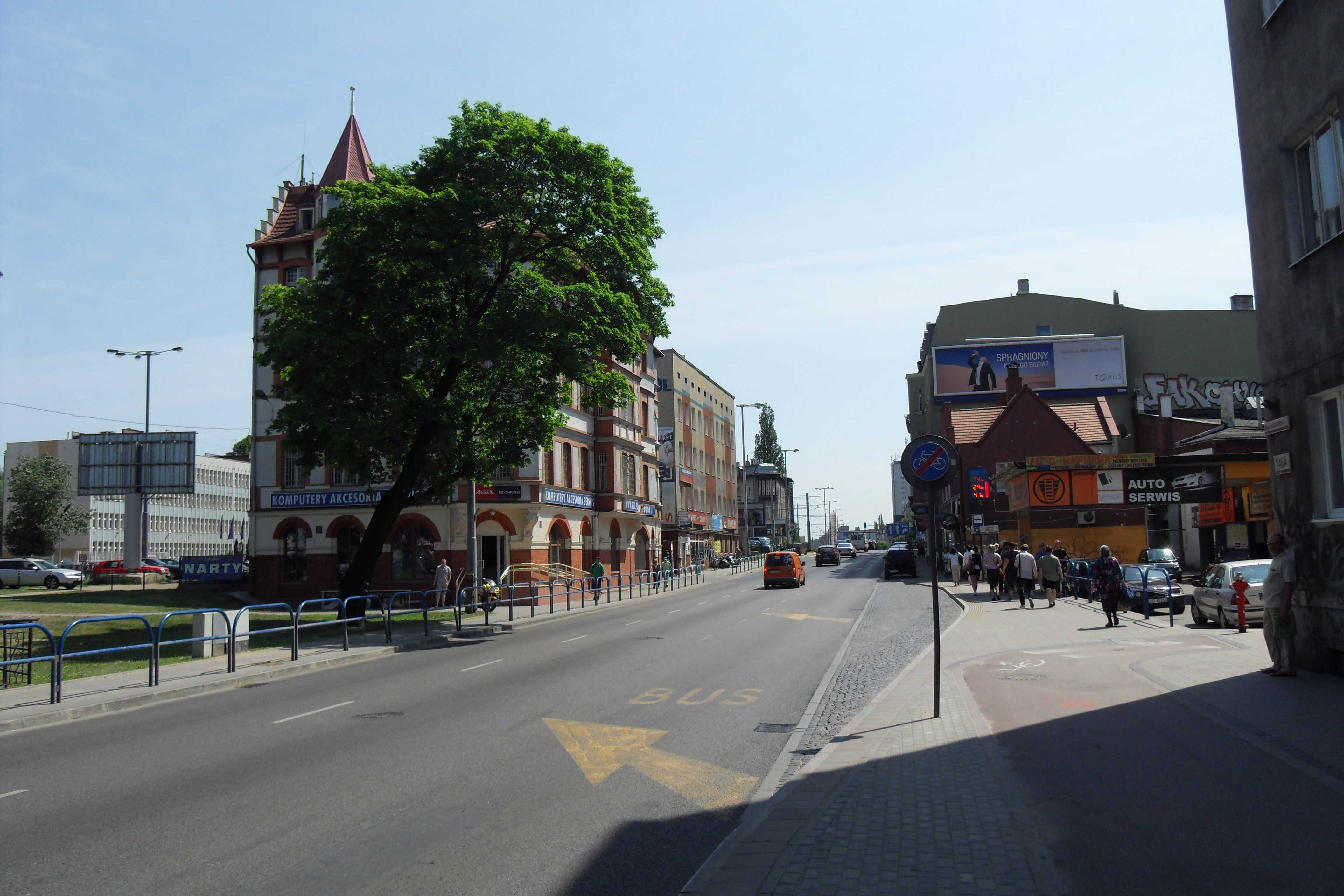
Prawa jezdnia al. Grunwaldzkiej, którą dawniej odbywał się cały ruch, z częściowo zachowaną oryginalną zabudową. Po lewej Wysepka - widok w kierunku centrum Gdańska

## Historia
Główna arteria komunikacyjna Gdańska, al. Grunwaldzka, pierwotnie była ulicą o typowej szerokości. W rejonie Wysepki przebiegała, włącznie z torami tramwajowym, dzisiejszą zachodnią jezdnią. Po II wojnie światowej, podczas przebudowy i poszerzania alei Grunwaldzkiej, jezdnia dla drugiego kierunku ruchu została poprowadzona w oddaleniu, bez usuwania budynków. Obszar wewnątrz utworzył zamkniętą, otoczoną jezdniami małą wyspę.
Przed utworzeniem Wysepki ul. Lendziona łączyła się z ul. Jesionową.
Ze względu na uciążliwość ruchu ulicznego dla mieszkańców Wysepki, rozważana jest zmiana jej charakteru z mieszkalnego na handlowy lub usługowo-biurowy.